# Tablatura de piano
Tablatura del piano o tablatura de teclado es una tablatura para piano y otros instrumentos de teclado que utiliza el sistema de notación musical anglosajón.
El siguiente ejemplo muestra la escala de F tocada en dos octavas:
```
3|---------c-d-e-f-|
2|-f-g-a-A---------|
2|---------c-d-e-f-|
1|-f-g-a-A---------|

```

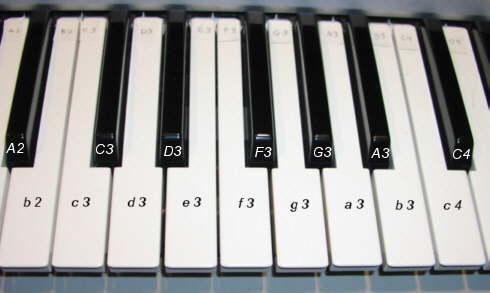
Ejemplo sobre un piano moderno.

Reglar para interpretar la tablatura de piano:
- La tablatura se lee de izquierda a derecha, las notas sobre o debajo una de la otra se tocan simultáneamente.
- Los números a la izquierda (3, 2, 2 y 1 en el ejemplo arriba) indican la octava. La octava 4 está en el centro del teclado. Todas las octavas empiezan en la tecla c.
- Las letras minúsculas (a, b, c, d, e, f, g) indican que las notas son naturales (las teclas blancas).
- Las letras mayúsculas (A, C, D, F, G) indican que las notas son sostenidas (las teclas negras). Agregar el signo de nota sostenida # después de la nota también es aceptable (A#, C#, D#, F#, G#) pero usar el método de las letras mayúsculas y minúsculas es recomendable porque ahorra espacio.[1]
- Los símbolos | separan cada medida o sección.
- Los símbolos - se utilizan como espacio entre las notas.

Otro ejemplo de tablatura de piano, los acordes de E, F, y G:
```
   E   F   G
3|---|-c-|-d-|
2|-b-|-a-|-b-|
2|-G-|-f-|-g-|
2|-e-|---|---|

```